# یواس‌اس دامیننت (ای‌ام-۴۳۱)
یواس‌اس دامیننت (ای‌ام-۴۳۱) (به انگلیسی: USS Dominant (AM-431)) یک کشتی بود که طول آن ۱۷۲ فوت (۵۲ متر) بود. این کشتی در سال ۱۹۵۳ ساخته شد.